# Rivière aux Pins
Rivière aux Pins är ett vattendrag i Kanada.   Det ligger i provinsen Québec, i den sydöstra delen av landet, 180 km öster om huvudstaden Ottawa.
Trakten runt Rivière aux Pins består till största delen av jordbruksmark. Runt Rivière aux Pins är det tätbefolkat, med 570 invånare per kvadratkilometer.